# Wikinger Museum Haithabu

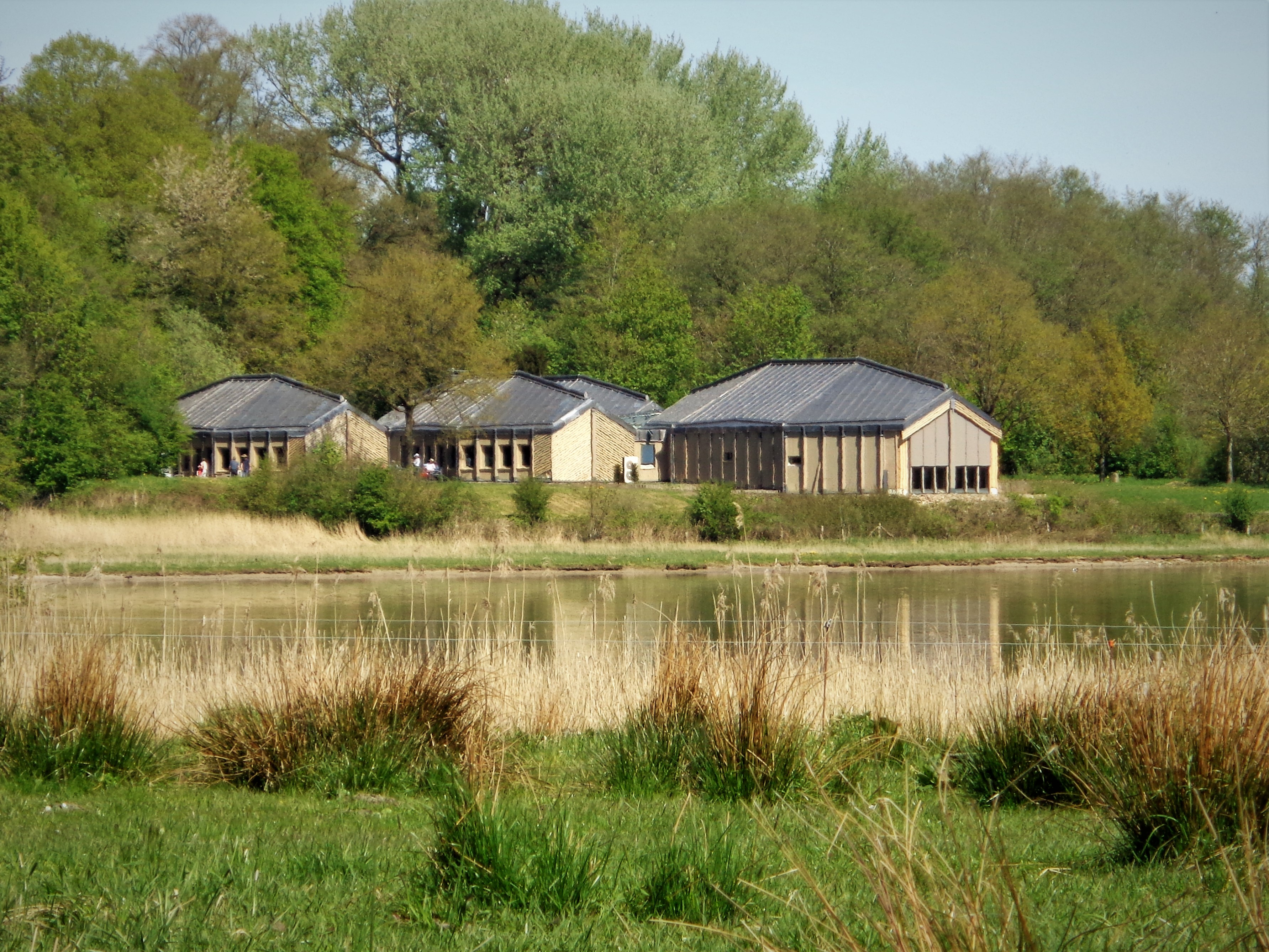
Das Wikinger Museum Haithabu am Haddebyer Noor

Das Wikinger Museum Haithabu in Busdorf bei Schleswig widmet sich der Archäologie und der Geschichte der Siedlung Haithabu, die etwa 600 Meter weiter südlich im Frühmittelalter entstand und im Jahr 1066 zerstört wurde. Das Museum wurde im Jahr 1985 eröffnet. Es gehört zur Stiftung Schleswig-Holsteinische Landesmuseen.
Im Jahr 2005 kam ein Freilichtmuseum hinzu, das sich auf dem Gelände der ehemaligen Siedlung Haithabu befindet. Hier sind sieben rekonstruierte Häuser zu sehen, in denen das Leben der ehemaligen Einwohner Haithabus veranschaulicht wird.

## Museum

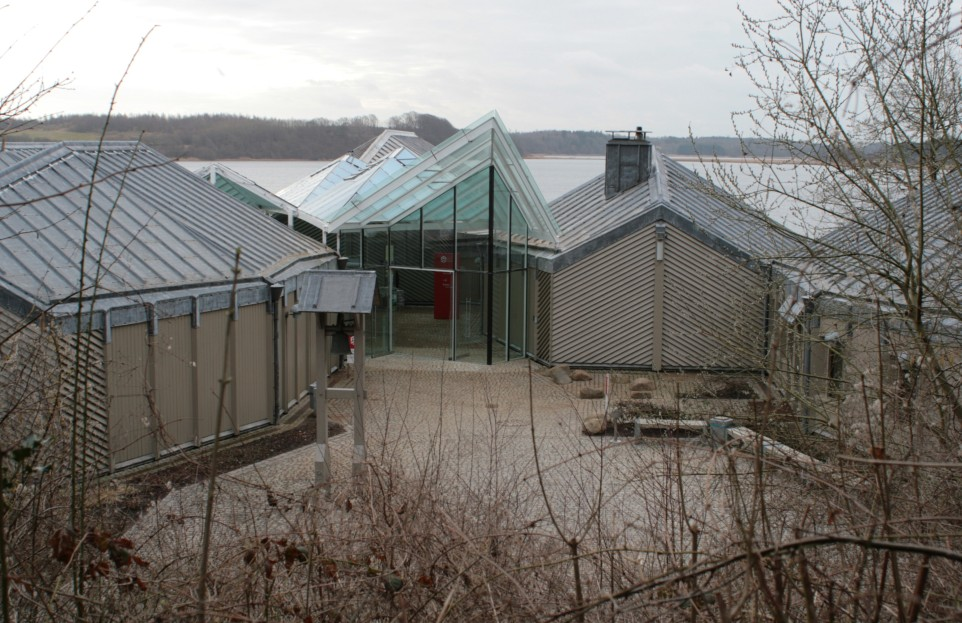
Blick auf die Museumsanlage (2010). Die Gebäudeform soll an umgedrehte Schiffsrümpfe erinnern.

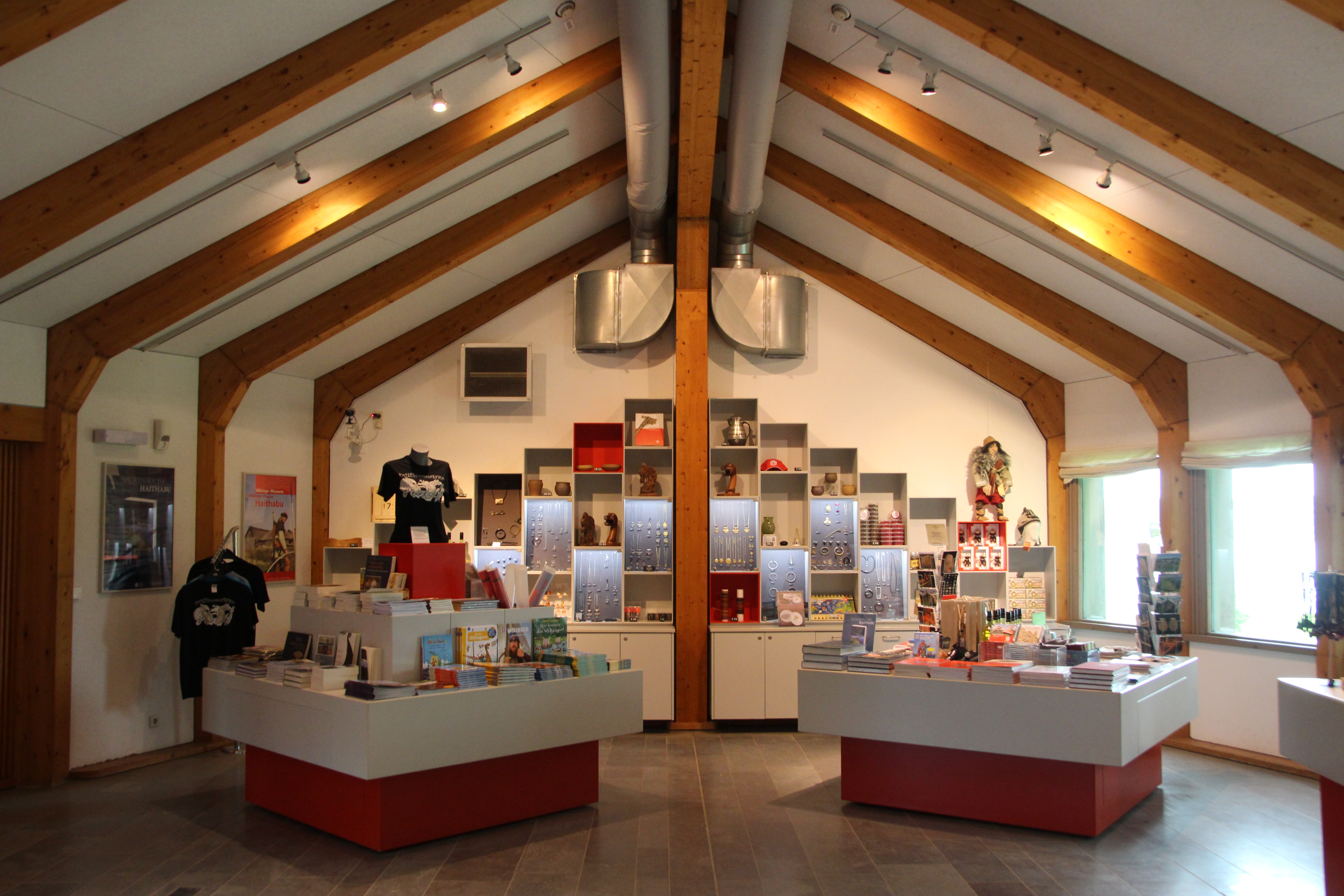
Ausstellungsraum (2016)

Das Wikinger Museum Haithabu befindet sich nahe am Ufer des Haddebyer Noors. Das nördliche Ende des Halbkreiswalls, der die Siedlung Haithabu umgab, ist nur 350 Meter entfernt. Die Schausammlung des Museums zeigt archäologisches Fundmaterial und informiert über die Ergebnisse der Forschung. Zu den spektakulären Ausstellungsstücken zählen das Wrack des Langschiffs Haithabu 1, das im Hafen von Haithabu gefunden wurde, und die vier Runensteine von Haithabu.

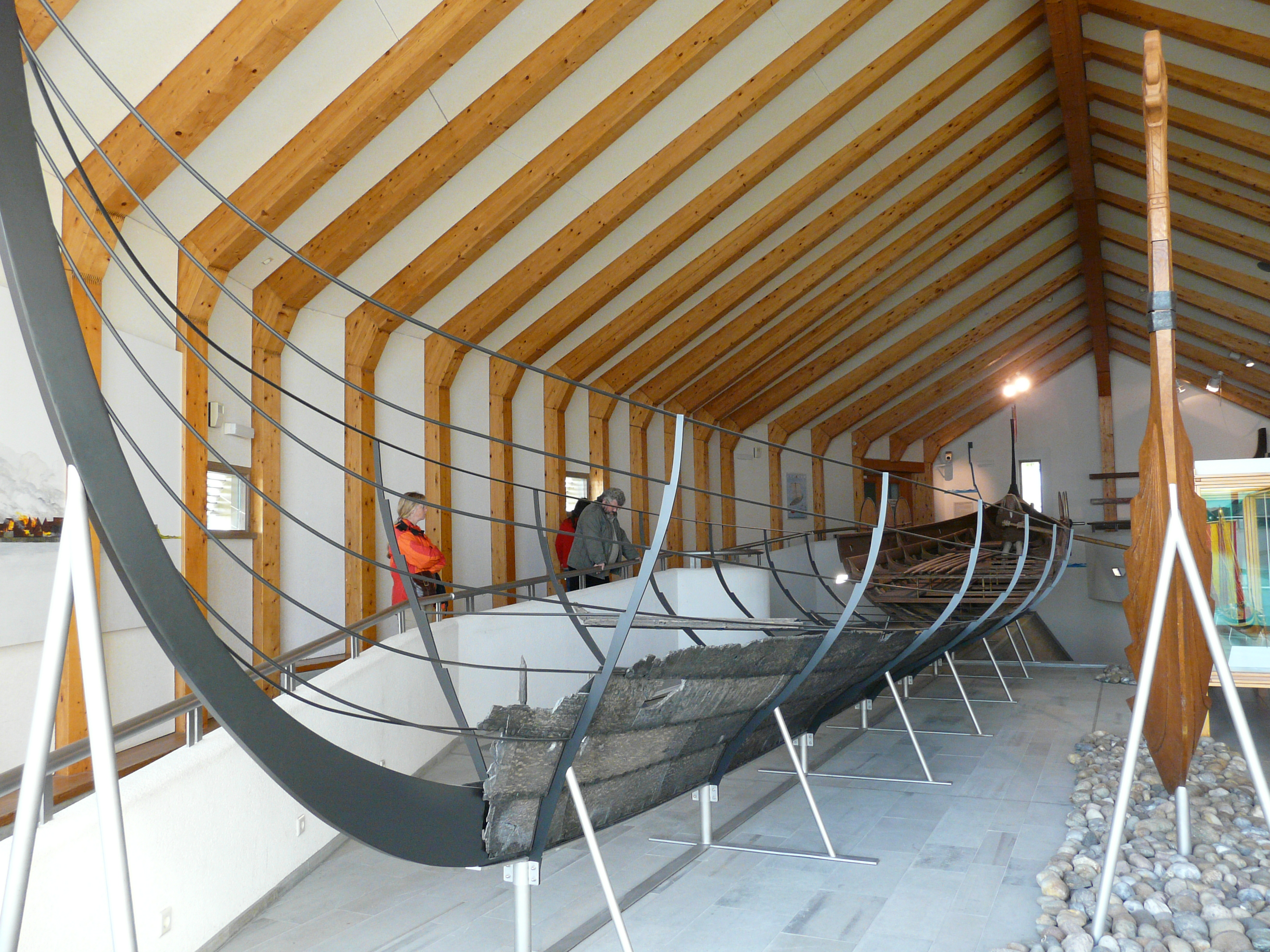
Rekonstruktion des Langschiffs Haithabu 1, die erhaltenen Holzreste wurden in ein Stahlskelett eingefügt
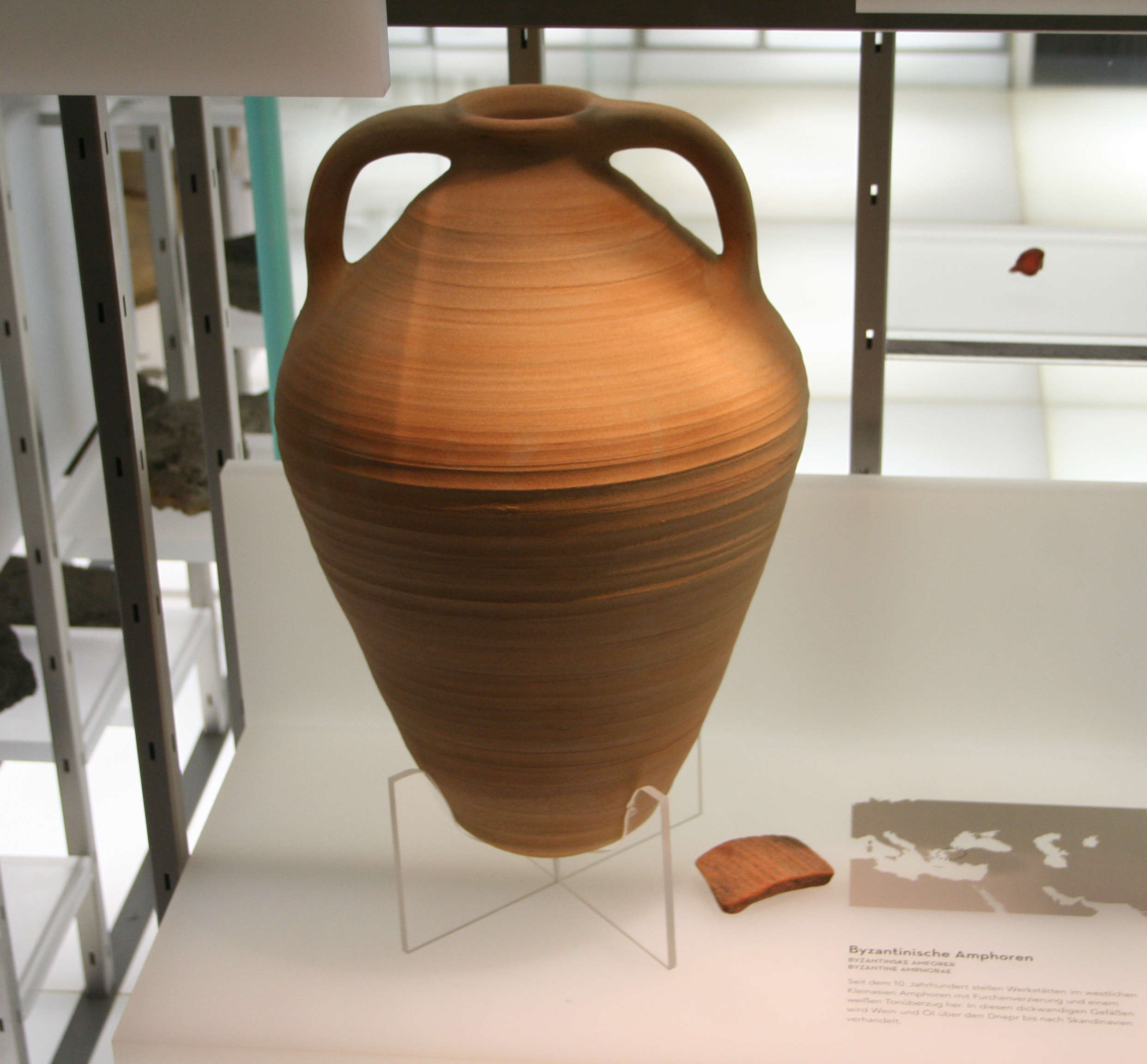
In solchen Amphoren wurde Wein und Öl aus Kleinasien bis nach Skandinavien verschifft
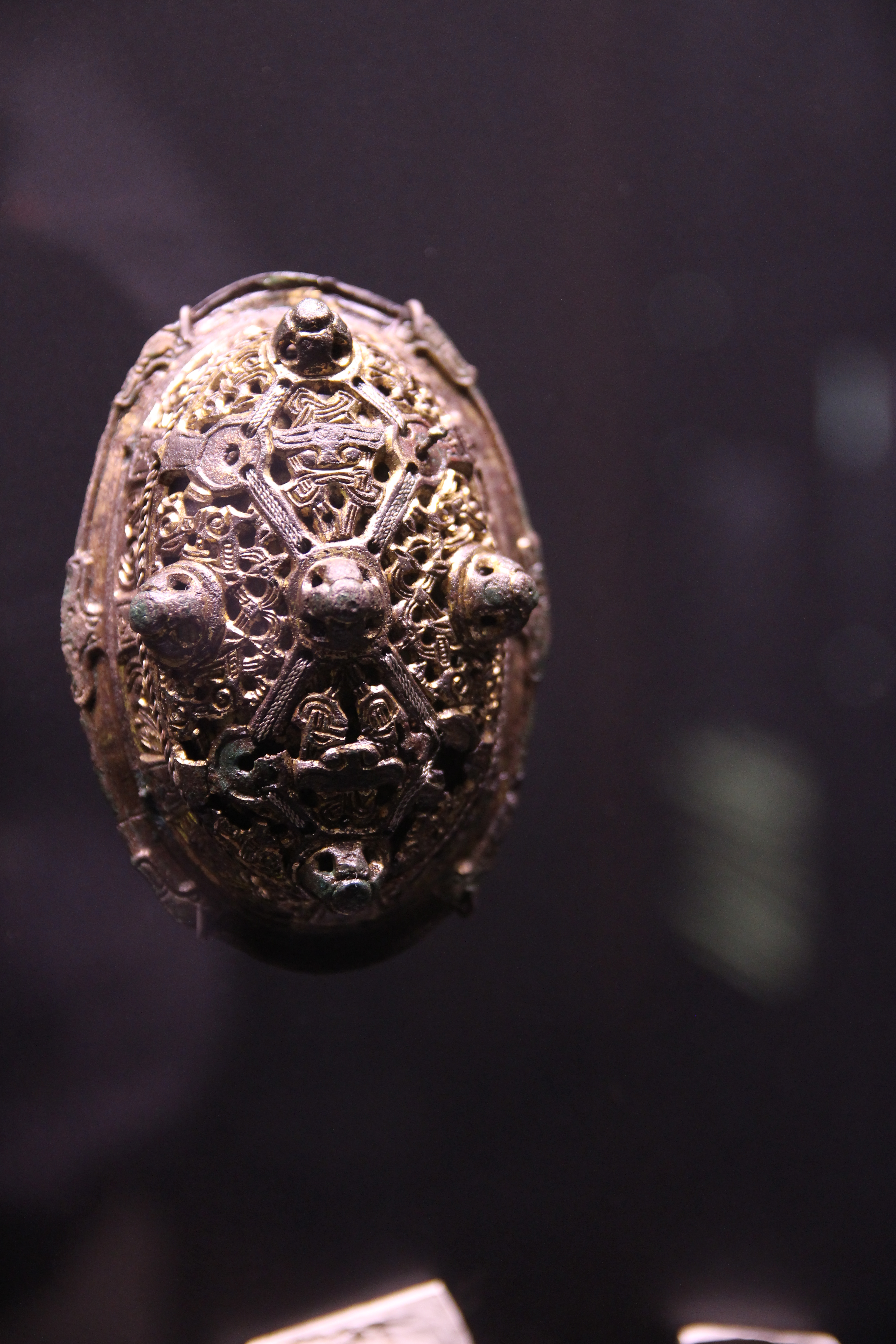
Gegossene Fibel aus dem 9. oder 10. Jahrhundert

## Freilichtmuseum

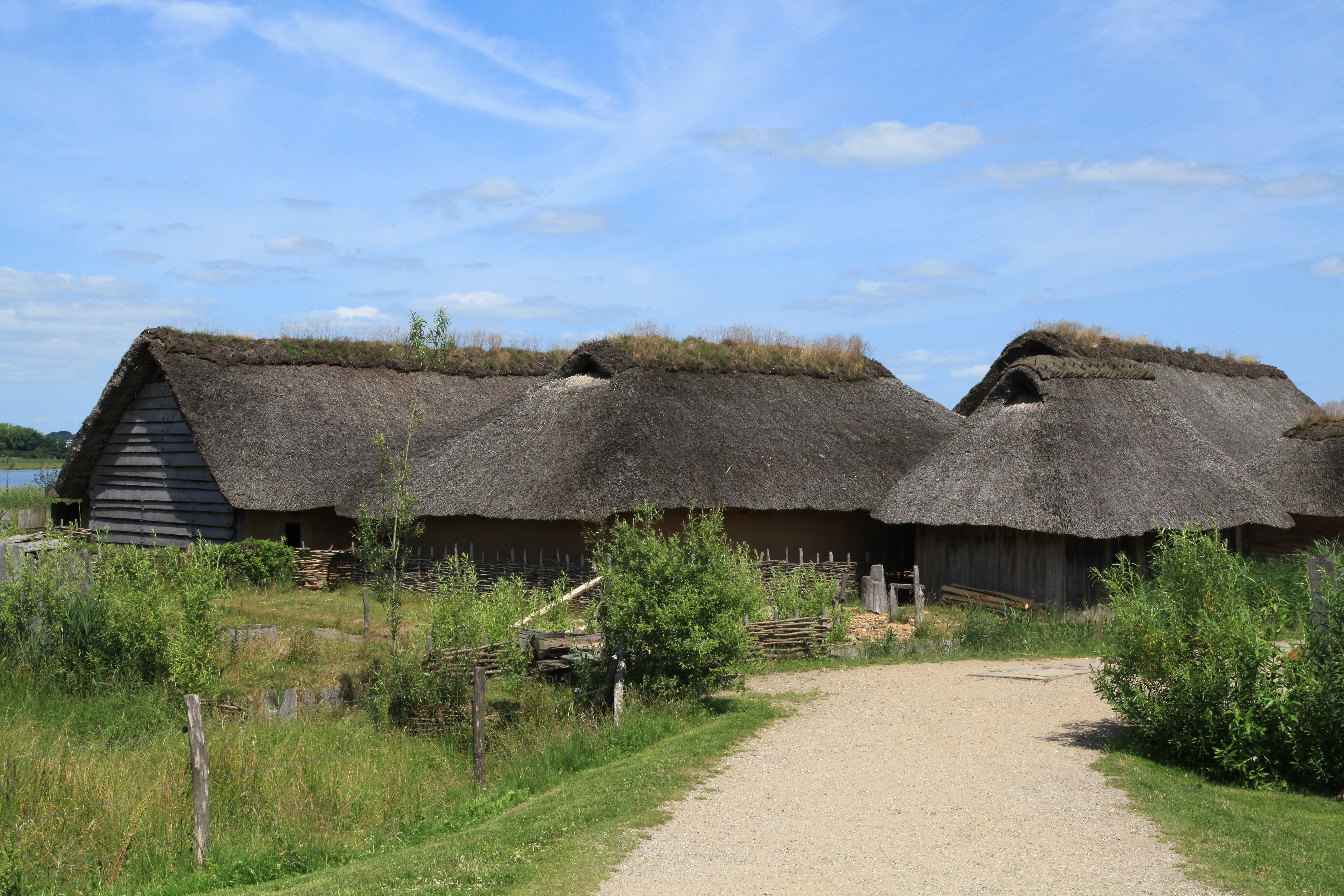
Rekonstruierte Häuser im Freilichtmuseum

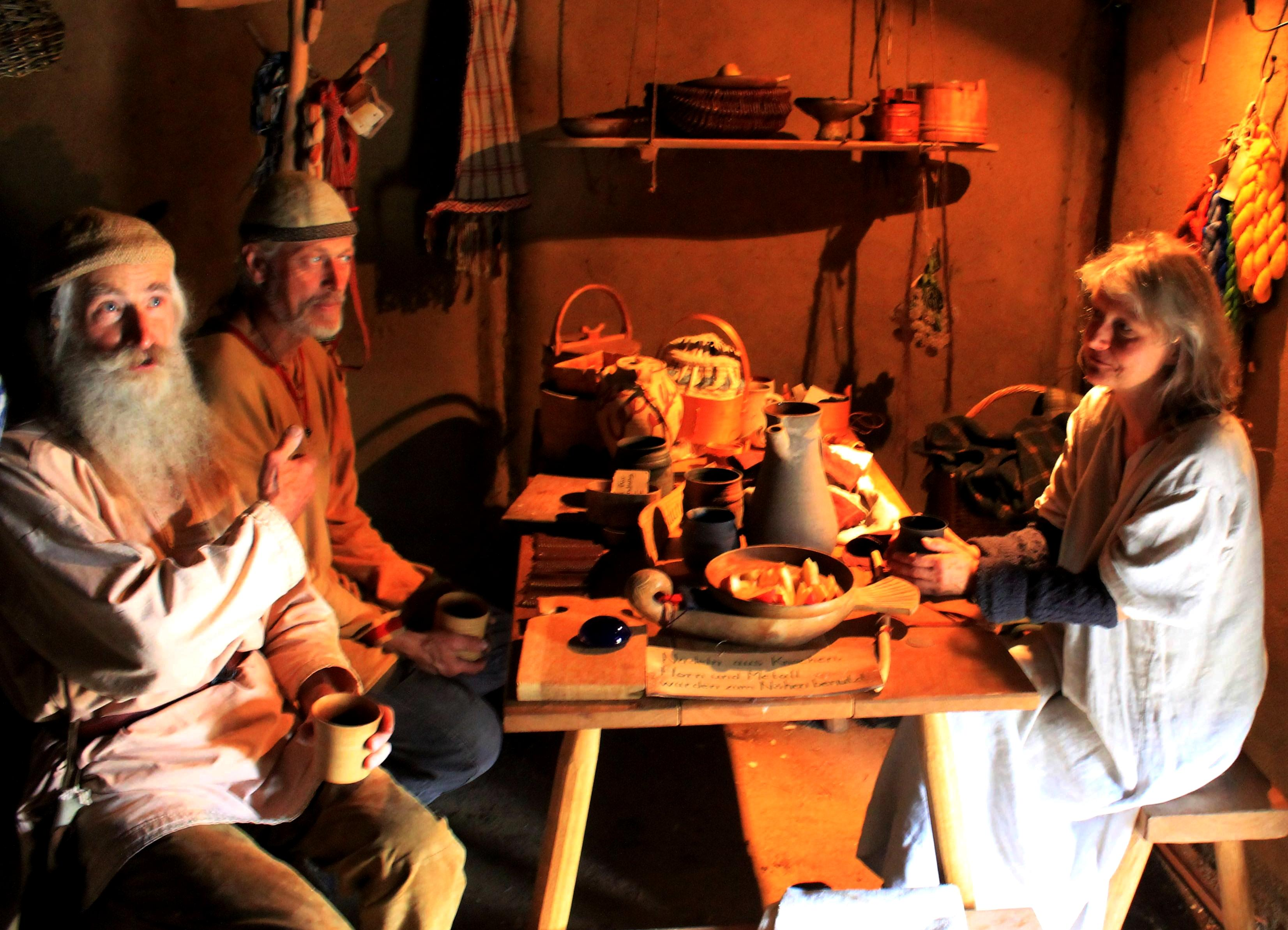
Leben im Freilichtmuseum

Im Freilichtmuseum wurden sieben Häuser, von denen Teile gefunden und ausgegraben wurden, und eine Landebrücke rekonstruiert. Während ansonsten nur mit Materialien und Werkzeugen aus der Wikingerzeit gebaut wurde, musste für die Landebrücke zum Schutz vor dem Schiffsbohrwurm Beton verwendet werden. Die Fußwege wurden wie im 9. Jahrhundert mit Bohlen ausgelegt. Außerdem wurden verschiedene Befestigungen am ehemaligen Bachlauf nachgebaut.
Die rekonstruierten sieben Bauten befinden sich inmitten des Halbkreiswalls, im Zentrum der ehemaligen Siedlung und 130 Meter von der Landebrücke entfernt. Vom Museum aus, das rund 600 Meter weiter nördlich liegt, sind sie zu Fuß zu erreichen. An der Landebrücke liegen kleinere rekonstruierte Wikingerschiffe im Wasser. Die Gebäude sind besonders am Wochenende von Leben erfüllt, da Handwerker, zum Teil mit Familie, die Wikingerzeit nachleben.

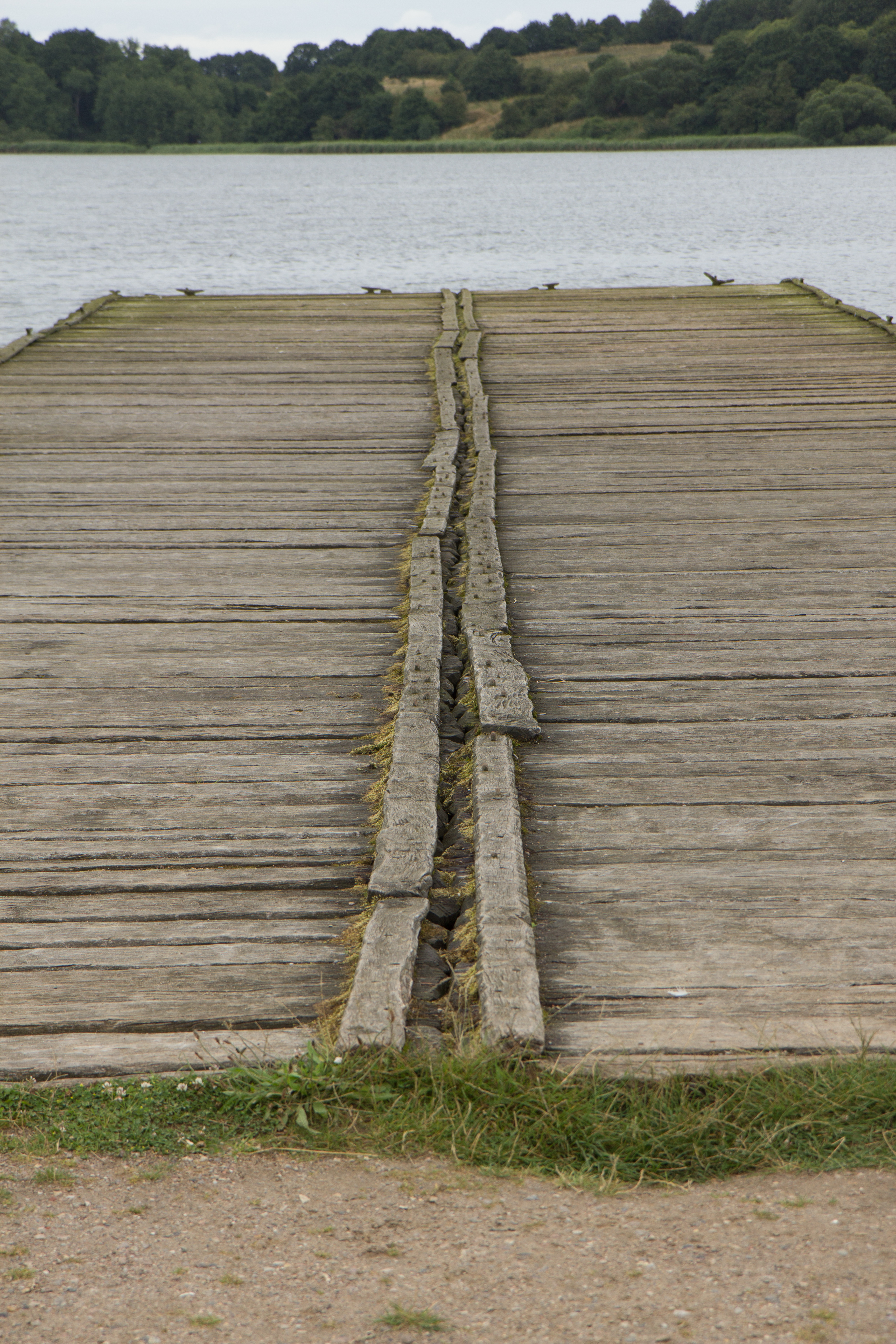
Landebrücke
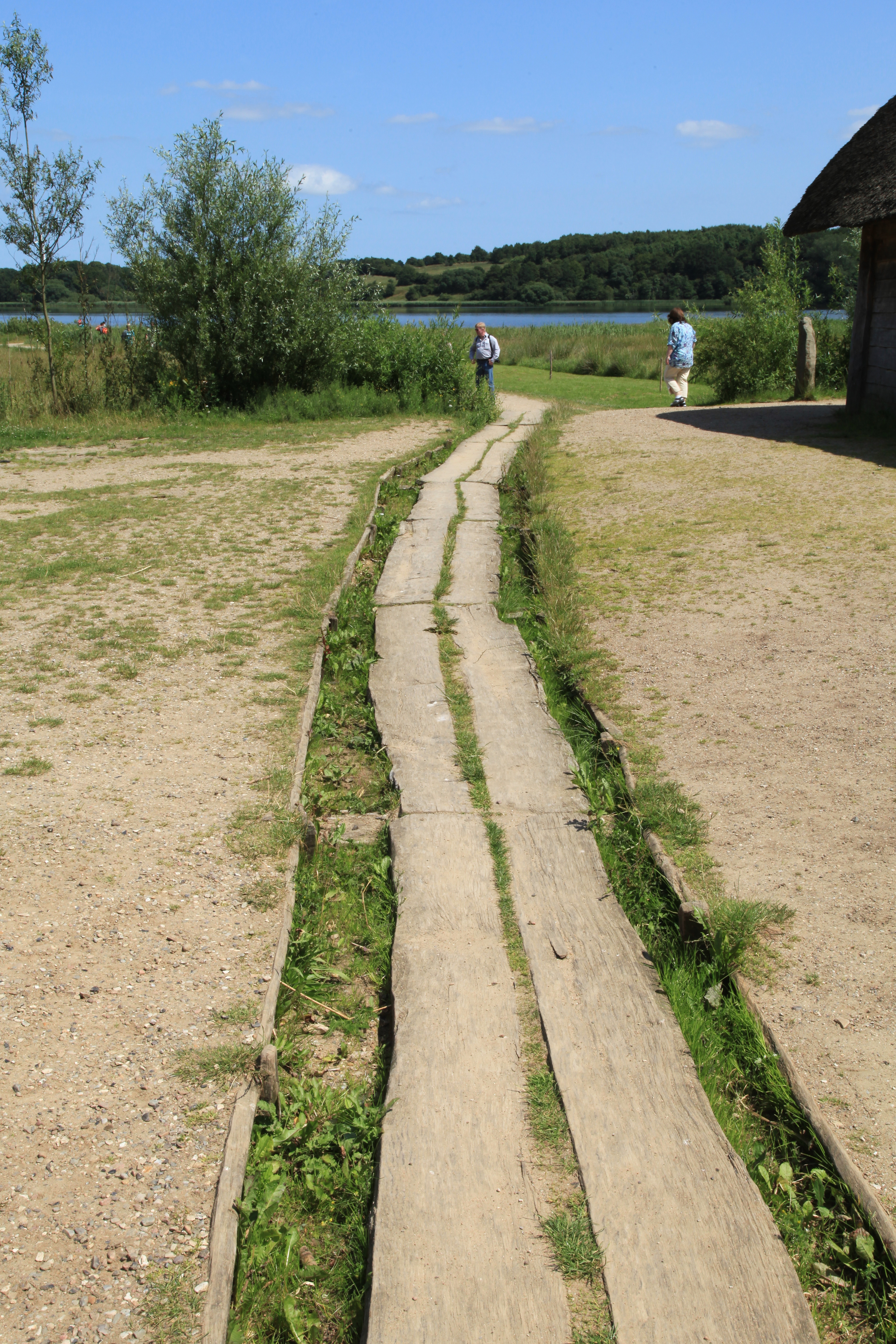
Bohlenweg
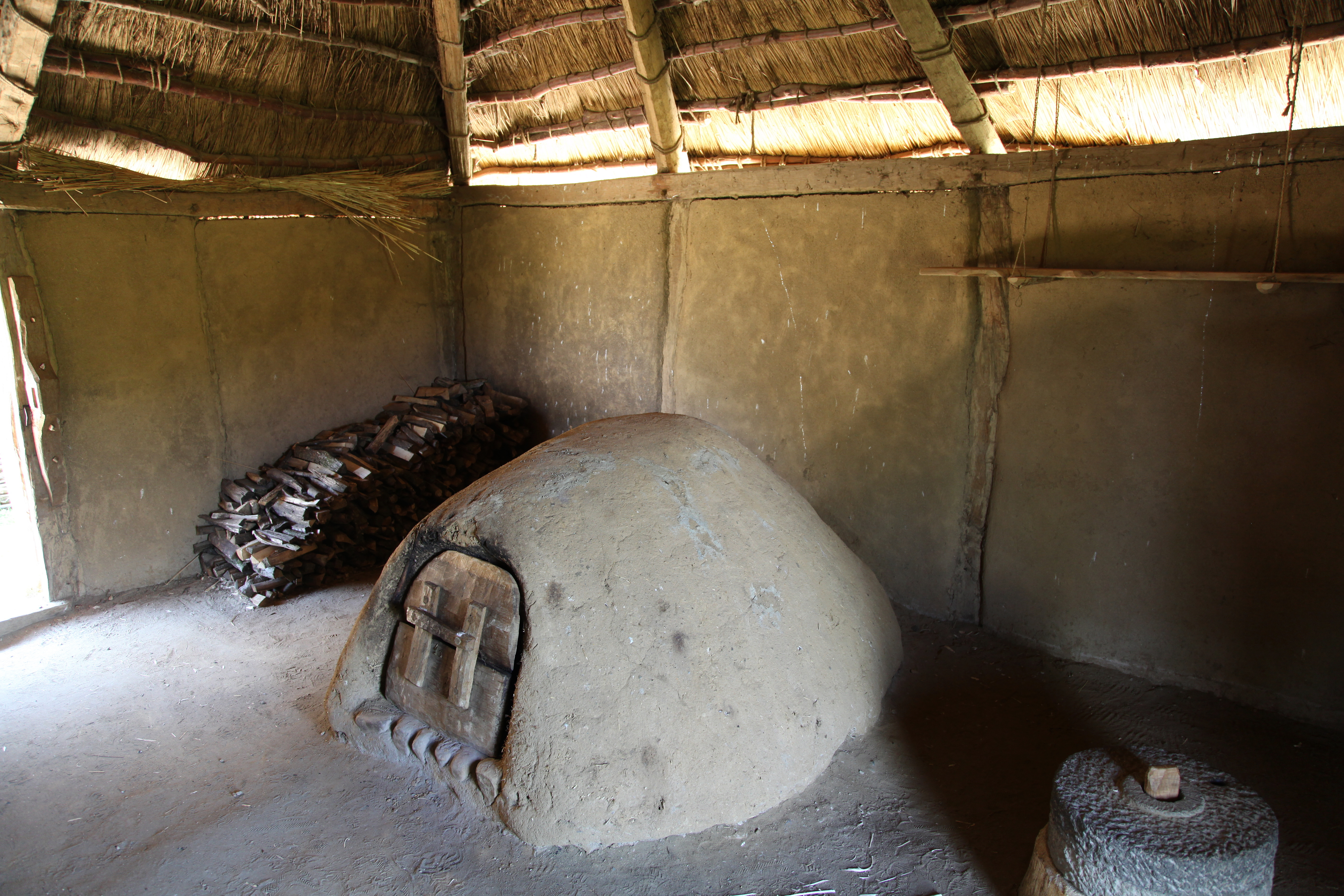
Lehmofen

## Entwicklung des Museums
Seit 1900 wurden archäologische Ausgrabungen in der untergegangenen Siedlung, an den Befestigungsanlagen und in den Gräberfeldern durchgeführt. Zwischen 1979 und 1980 wurde der Hafenbereich untersucht. Das Wikinger Museum Haithabu wurde 1985 eröffnet und präsentiert seitdem die Ergebnisse der archäologischen Forschung.
Aufgrund der weiteren Erforschung des frühmittelalterlichen Handelsplatzes reifte der Entschluss, zum 20-jährigen Jubiläum des Museums im Jahr 2005 ein Freilichtmuseum zu schaffen, in dem einige Gebäude und ein Teil der Hafenanlage am Originalplatz wiederaufgebaut werden sollten. Zuvor waren neben rund 12.000 Einzelfunden von Holzresten ganze Flechtwände gefunden worden. Auch Dachsparren, die umgefallen und im Schlick versunken waren, konnten geborgen werden. So war es möglich, die Höhe der Häuser, die Dachneigung und andere Details zu rekonstruieren. Vor den Bauarbeiten wurden 3-D-Rekonstruktionen am Computer vorgenommen. Die Gebäude wurden in den Jahren 2005 bis 2008 errichtet. Der Archäologe Joachim Schultze begleitete das Projekt. Die beauftragten Handwerksfirmen arbeiteten mit den im Frühmittelalter üblichen Handwerkstechniken. Obwohl die Säge in der Wikingerzeit bekannt war, wurde das Holz für Sparren, Latten und Stützen damals mit der Axt gespalten.

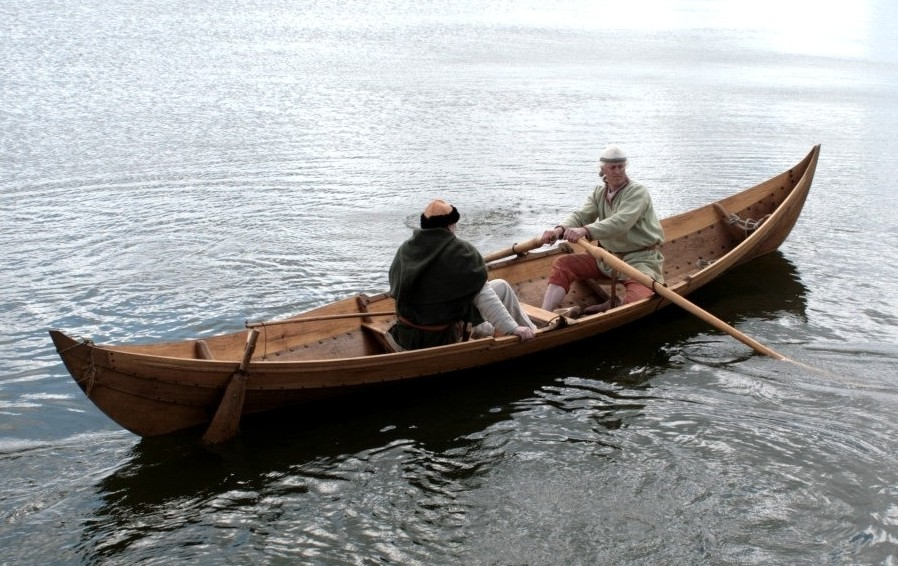
Wikinger-Ruderboot Nökkvi

Die rekonstruierte Landebrücke wurde im Juli 2007 der Öffentlichkeit präsentiert. Die Fertigstellung der sieben Wikinger-Häuser wurde am 7. Juni 2008 vor Ort gefeiert. Claus von Carnap-Bornheim, Schleswig-Holsteins Ministerpräsident Peter Harry Carstensen und der Archäologe Joachim Schultze hielten Reden, die Museumsleiterin Ute Drews erläuterte die Geschichte der Häuser.
Im Jahr 2008 wurde auf der Museumswerft in Flensburg ein rund 6,50 Meter langes Wikinger-Boot gebaut, das Ende Mai 2009 mit einer Jungfernfahrt auf dem Haddebyer Noor eingeweiht und auf den Namen Nökkvi getauft wurde. Seitdem liegt es in Haithabu an der Landebrücke.
Nachdem das Museum 24 Jahre lang weitgehend unverändert geblieben war, wurde es im Winter 2009/2010 für einen 2,1 Millionen Euro teuren Umbau geschlossen. Rund 3000 Museumsstücke wurden ausgeräumt, katalogisiert, zum Teil auch restauriert und wieder eingeräumt. Am 27. März 2010 wurde das Museum von Ministerpräsident Carstensen wiedereröffnet.
Ab November 2016 war das Museum wegen Sanierungsarbeiten nochmals eineinhalb Jahre lang geschlossen. Die Maßnahmen sollten den Energieverbrauch senken, außerdem mussten von Schimmel befallene Holzstützen ersetzt werden. Unterdessen wurde im Sommer 2017 auf dem Gräberfeld in der Nähe der Wikingerhäuser eine Grabung durchgeführt. Bei der Neueröffnung im Mai 2018 wurden die neuen Funde gezeigt, darunter Goldschmuck aus einem Frauengrab.
Im Juni 2018 wurde Haithabu zusammen mit dem Danewerk von der UNESCO als Weltkulturerbe anerkannt (Archäologischer Grenzkomplex Haithabu und Danewerk). Danach stieg die Zahl der Museumsbesucher von etwa 120.000 auf mehr als 160.000 pro Jahr.
Ute Drews leitete 30 Jahre lang das Museum. Ihr Nachfolger Matthias Toplak wurde im Oktober 2021 Direktor des Museums.